# Ніколашин Микола Олександрович
Микола Олександрович Ніколашин (1 січня 1942, село Нове Село, тепер Ярмолинецького району Хмельницької області) — український радянський діяч, машиніст тепловоза Жмеринського локомотивного депо Південно-Західної залізниці Вінницької області. Депутат Верховної Ради УРСР 8-9-го скликань.

## Біографія
Освіта середня. У 1961 році закінчив професійно-технічне училище.
З 1961 р. — помічник машиніста Жмеринського локомотивного депо Південно-Західної залізниці Вінницької області.
У 1961 — 1964 р. — служба в Радянській армії.
З 1964 р. — помічник машиніста локомотива, машиніст тепловоза Жмеринського локомотивного депо імені 50-річчя Жовтня Південно-Західної залізниці Вінницької області.
Потім — на пенсії у місті Жмеринці Вінницької області.

## Нагороди
- ордени
- медалі